# Tetrastichus brunistigma
Tetrastichus brunistigma är en stekelart som beskrevs av Kostjukov 1995. Tetrastichus brunistigma ingår i släktet Tetrastichus och familjen finglanssteklar. Inga underarter finns listade i Catalogue of Life.